# Modificació gènica dirigida

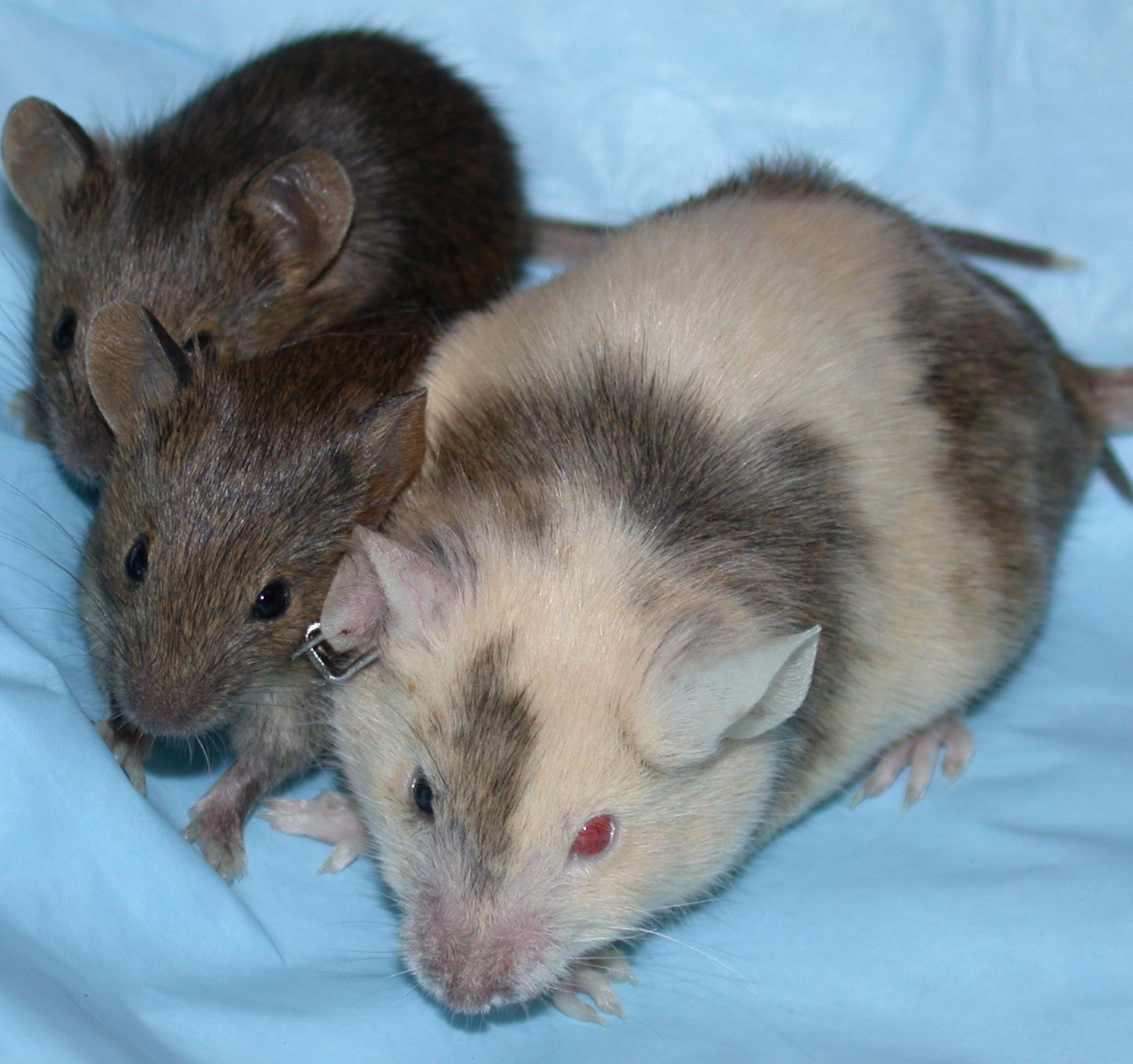
Ratolí amb un gen quimèric (un gen del color del pelatge de l'agutí), amb la seva descendència

La modificació gènica dirigida (o més llarg, estratègia de reemplaçament basada en la recombinació homòloga, gene targeting en anglès) és una tècnica genètica que utilitza la recombinació homòloga per modificar un gen endogen. El mètode es pot utilitzar per eliminar un gen, eliminar exons, afegir un gen i modificar parelles de bases individuals (introduir mutacions puntuals). L'orientació gènica pot ser permanent o condicional. Les condicionals poden ser, per exemple, per un temps específic durant el desenvolupament/vida de l'organisme o limitat a un teixit específic. La modificació gènica dirigida requereix la creació d'un vector específic per a cada gen d'interès. Tot i això, es pot utilitzar per a qualsevol gen, independentment de l'activitat transcripcional o de la mida del gen.